# Quarto Centenário
Pour les articles homonymes, voir Centenário.
Quarto Centenário est une municipalité brésilienne située dans l'État du Paraná. Quarto Centenário est situé à 13 km au sud-ouest de Goioerê, qui est la plus grande ville aux alentours.